# 特魯洛

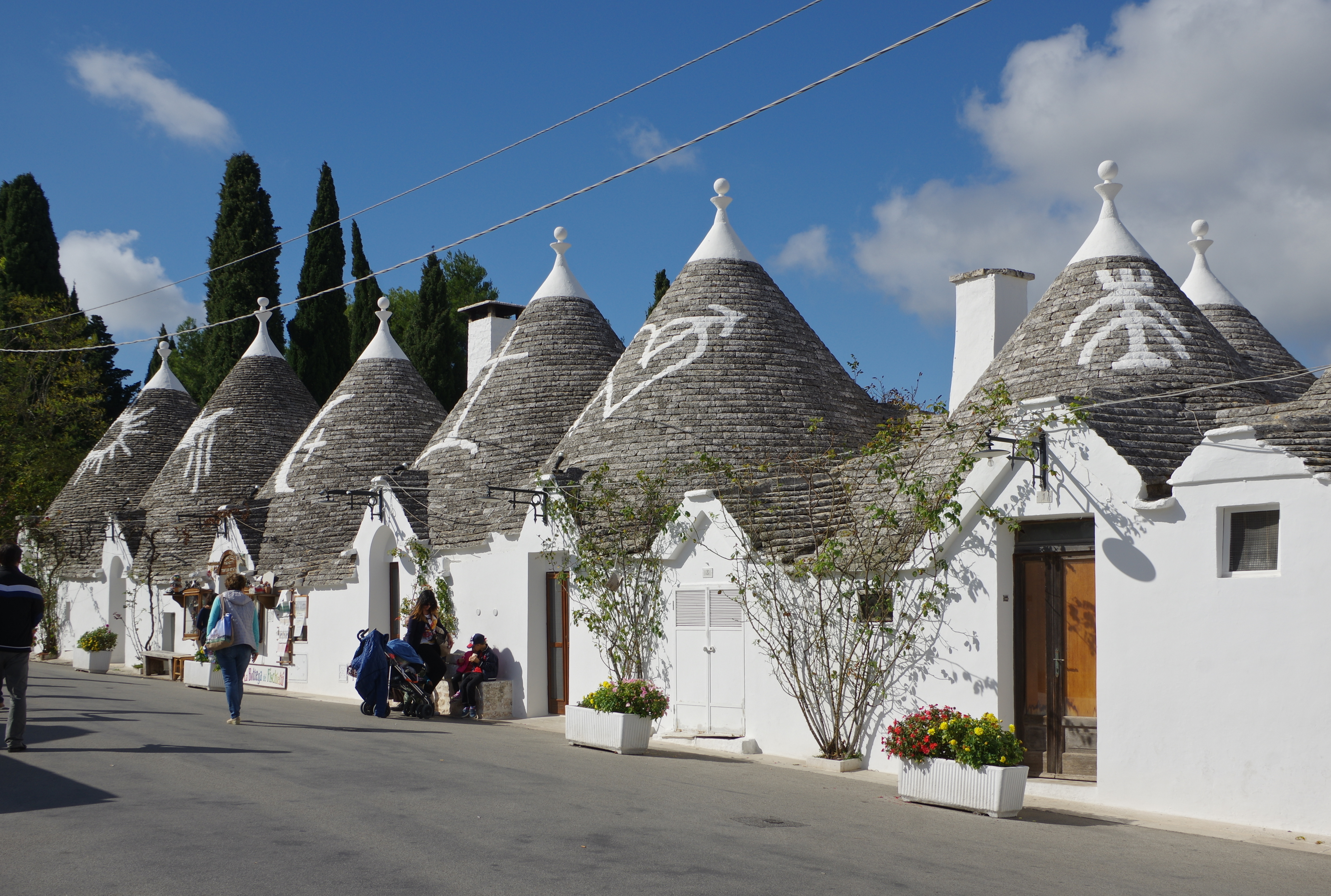
洛蒙特佩爾蒂卡街的一排特魯洛房屋。

特魯洛（義大利語：trullo）是一種具有圓錐形屋頂構造的傳統普利亚大区乾石小屋。 它們的建築風格特別適用於義大利普利亞大區莫爾吉地區的伊特里亞谷。 特魯洛通常被建造為臨時的田野避難所和倉庫，或作為小地主或農業勞動者的永久住所。
在巴里省的阿爾貝羅貝洛市密集地分佈著特魯洛，大多數特魯洛修建於19世紀時期，並因在建築的獨特歷史而列入联合国教育、科学及文化组织的世界文化遺產名單。此外，在阿爾貝羅貝洛以外的區域，包括洛科罗通多、法萨诺、奥斯图尼、奇斯泰尼诺、马丁纳弗兰卡和切列梅萨皮卡周圍地區都可以找到特魯洛。

## 命名
特魯洛的義大利語詞彙「trullo」（源自希腊语「τρούλος」，意為圓頂）指的是內部空間由乾石搭建、由拱形穹頂覆蓋的房屋。其中「Trullo」是方言詞的意大利化形式，用於意大利萨伦托半島的特定地區（即利扎奧、馬盧焦和阿韋特拉納，杜魯利地區之外區域），作為當地農業乾石小屋的主要名稱。「Trullo」取代了在杜魯利地區本地人用來稱呼這種房屋的當地詞「casedda」（複數形式為「casedde」），而「casedda」則是意大利語「casetta」（複數形式為「casette」）的方言形式。
專門建造特魯洛的石匠在意大利被稱為「trullisto」或「trullaro」。相應的方言詞是「caseddaro」（複數形式為「caseddari」），即建造特魯洛的工人。

## 歷史
特魯洛所在區域的莫爾吉為喀斯特地形高原，其地形特徵主要由石灰岩構成。在冬季，降雨水會滲透到岩層的裂縫中，然後通過地下水道流入亞得里亞海。這個地區沒有永久性的地表水，因此生活所需的水資源必須透過集水盆和水池來捕捉和儲存。而莫爾吉的地表形成了起伏的丘陵和山脊，其中夾雜著岩溶地形特有的窪地和其他封閉式凹陷地形。
特魯洛的設計起源背後有多種理論。其中一個較為流行的理論是，由於普利亚大区對房產徵稅高，人們因而建造以幹石牆作為結構的建築，這樣在稅務稽查員進入該地區時，房子才能夠可以迅速拆除。而從14世紀中葉到16世紀末的歷史文獻中，阿爾貝羅貝洛地區一帶主要被稱為「森林」，偶爾被稱為一個禁止放牧的土地。缺乏證據表明該地區在17世紀之前存在住所。
根據多納托·加萊拉諾（Donato Gallerano）於1704年繪製的莫爾吉領土計畫顯示，在一片大片森林中存在一個由特魯洛組成的核心，這就是阿爾貝羅貝洛的最初定居點。而在喬瓦尼·安東尼奧·里齊-贊諾尼於1808年繪製的地理地圖中可見阿爾貝羅貝洛的森林，並在其中央看到一個清除了樹木的空地，分佈著一些散佈的房屋，這與現今的城市格局非常相似。
在一張1897年的蒙蒂區的照片中，特魯洛的密度較低，周遭區域則被圍繞著封閉的花園。至今阿爾貝羅貝洛仍存的特魯洛仍可追溯到18世紀、19世紀和20世紀。但特魯洛聚居區在20世紀下半葉開始荒廢。位於價格更便宜土地上的特魯洛則在20世紀時停止建造。原因歸為在處理單一房屋所需的數百噸材料的成本變得無法承受。

## 建築特徵
特魯洛基本上是一種鄉村建築類型。由於其厚重的牆壁和無法建造多層結構，它對地面空間的利用效率低，因此不適合高密度定居。然而，由於其由小石頭構成，形式上具有靈活性和適應性，使得設計在狹小的城市環境中非常有幫助。在農村地區，特魯洛可以單獨建造，也可以成組最多達五個，有時會在大型農場庭院集群中建造十幾個或二十幾個，但從來不會供超過一個農村家庭居住。

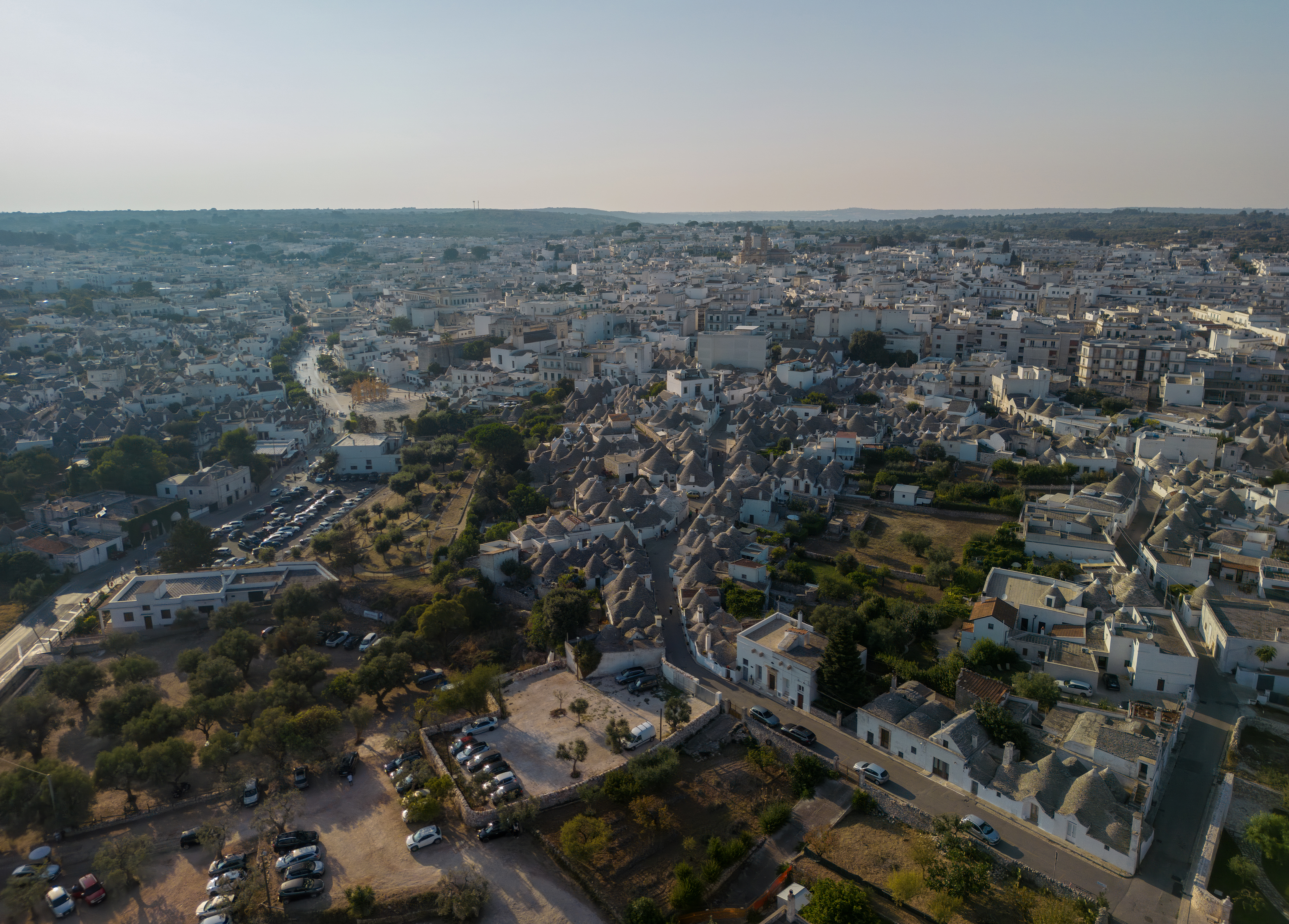
阿爾貝羅貝洛的特魯洛聚落群
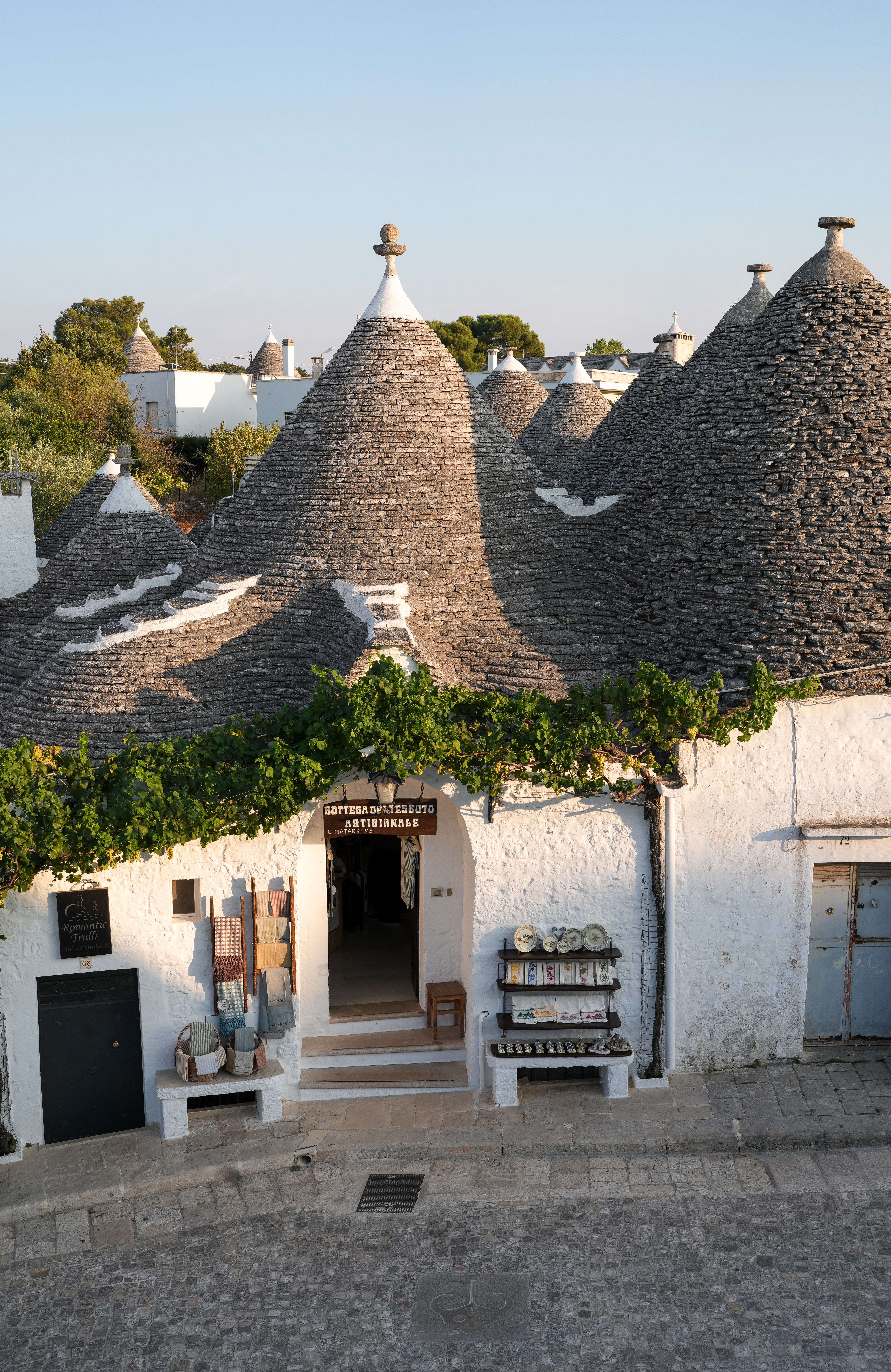
經過修復後的特魯洛民居
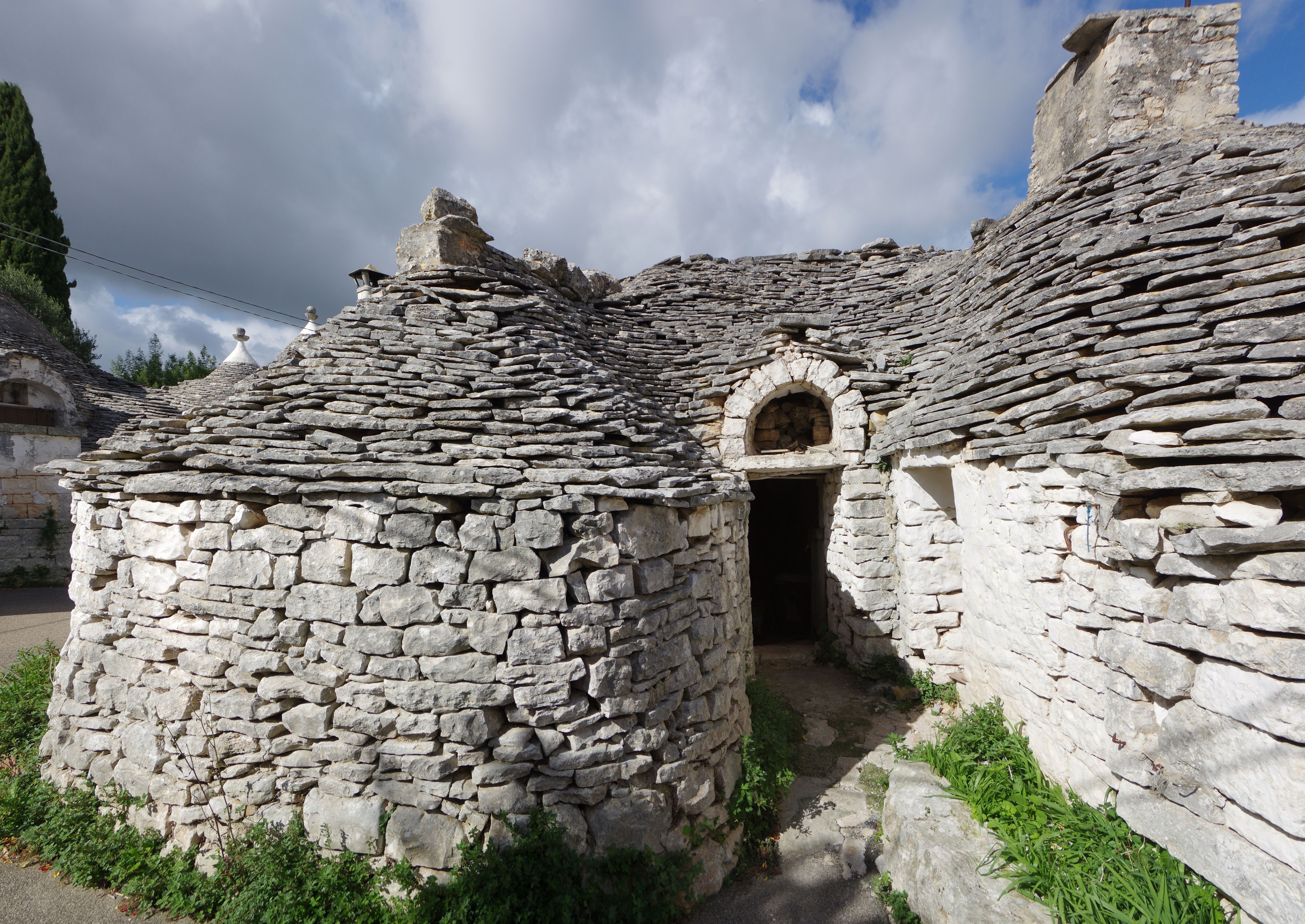
特魯洛的凹狀入口
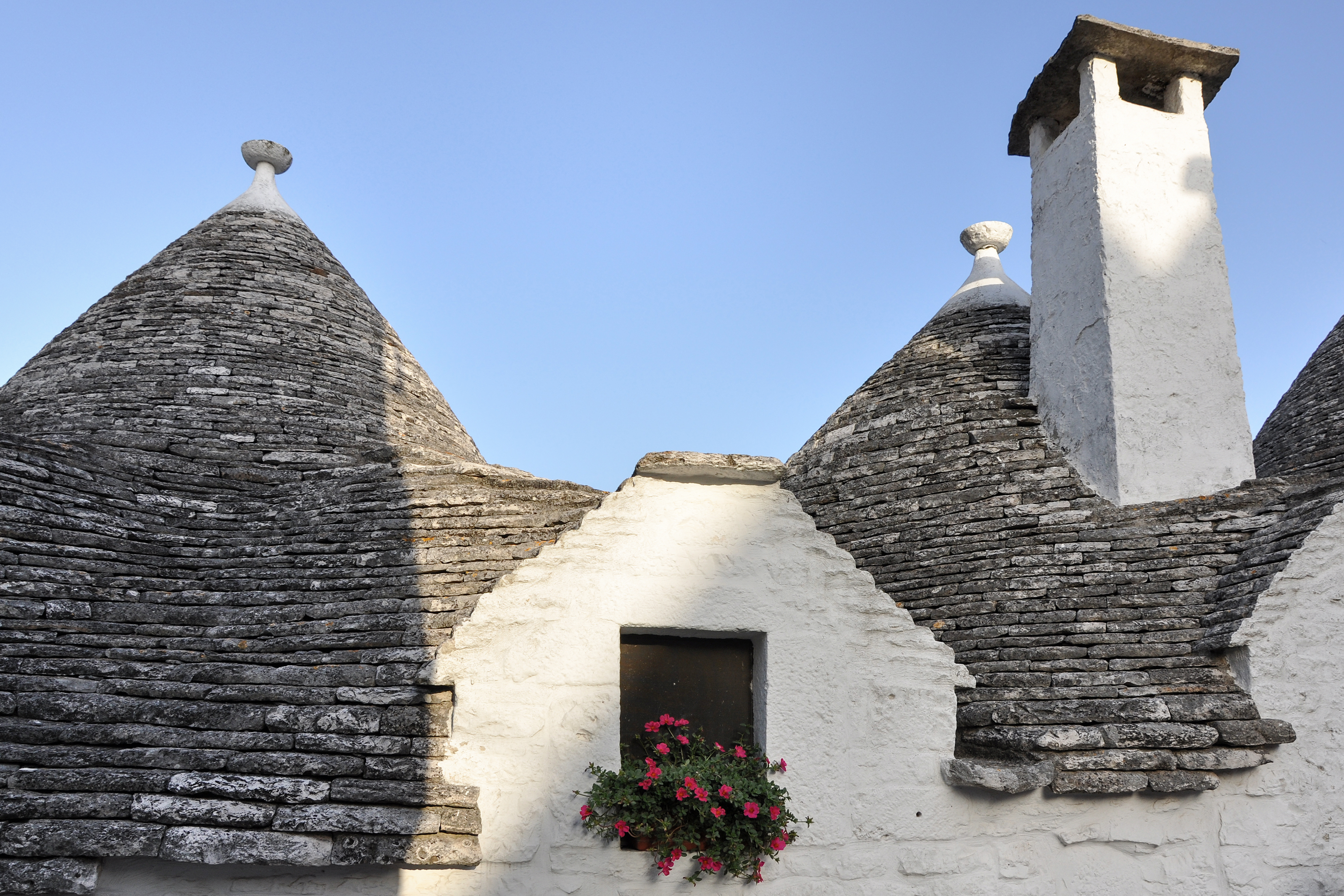
翻修過的特魯洛屋頂

### 材料
依地區不同，特魯洛的築材料可以是堅硬的石灰岩或鈣質凝灰岩。

### 砌體
傳統上，特魯洛是用乾石砌法建造的，即不使用任何砂漿或水泥。這種建築風格也在周邊農村地區非常普遍，那裡的大部分田地都是由乾石牆隔開的。

### 壁體
在阿爾貝羅貝洛，特魯洛的結構牆直接鋪設在基岩上，必要時會去除表層土壤。它們的寬度從0.80米到2.70米不等（領主特魯洛小屋博物館記錄的尺寸）。它們的高度（從地面到拱頂開始的位置）從1.60公尺到2公尺不等。外觀有3到5%的斜度。

### 地下水箱
建造特魯洛所需的石頭是透過挖掘蓄水池提供的，這在缺乏水源的地區是絕對必要，水箱由石灰漿砌成的拱形或圓頂蓋著，許多情況下支撐著房屋的地板。

### 石屋頂
屋頂由兩層構成：內層是石灰石楔形石塊，頂部有一塊封閉石，外層是石灰石板，略微向外傾斜以確保結構密封。屋頂石塊可以取走，並不影響建築物其他部分的穩定性。

### 平面圖
特魯洛的內部構造包括用圓形或方形平面。 圓形特魯洛要用作臨時動物庇護所和飼料儲存，或是農民自己的居所。與三個、四個或五個特魯洛組成的群體中的特魯洛則採用方形平面。並根據作用而擁有廚房、臥室、動物庇護所、食物或工具的储藏间、烤箱或水箱等功能。在阿爾貝羅貝洛，群落中的特魯洛不超過兩個，這可以從19世紀的公證文件看出。

### 尖頂

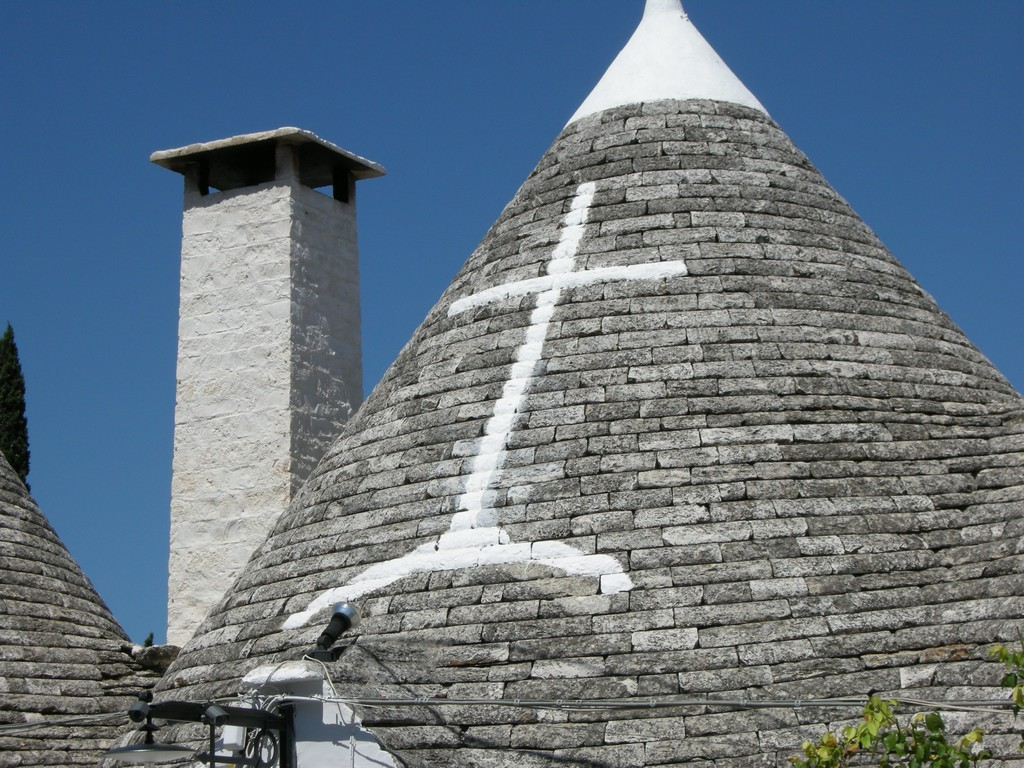
翻新的石屋頂上有一個粉刷成白色的基督教十字架。

在阿爾貝羅貝洛，特魯洛圓頂頂端通常有一個手工製作的砂岩尖頂，該尖頂可能有多種設計：圓盤、球體、圓錐、碗、多面體或其組合，這被認為是建造特魯洛的石匠的標誌。
尖頂上可能會繪有符號，這些符號可能包括基督教符號，如簡單的十字架、被箭穿過的心形十字架（代表聖母瑪利亞悲傷的苦痛），一個被分成四個區域的圓圈，其中有字母S、C、S、D等等。在蒙特佩蒂卡街的一排特魯洛上，現在可見的符號是在二十世紀末和二十一世紀初重新翻修屋頂圓頂時才繪製上去的。這些符號包括十字架、被穿透的心、從中放射出射線的主餐、樹木和象徵聖靈的鴿子，以及帶有十字架的新月形。

### 內部

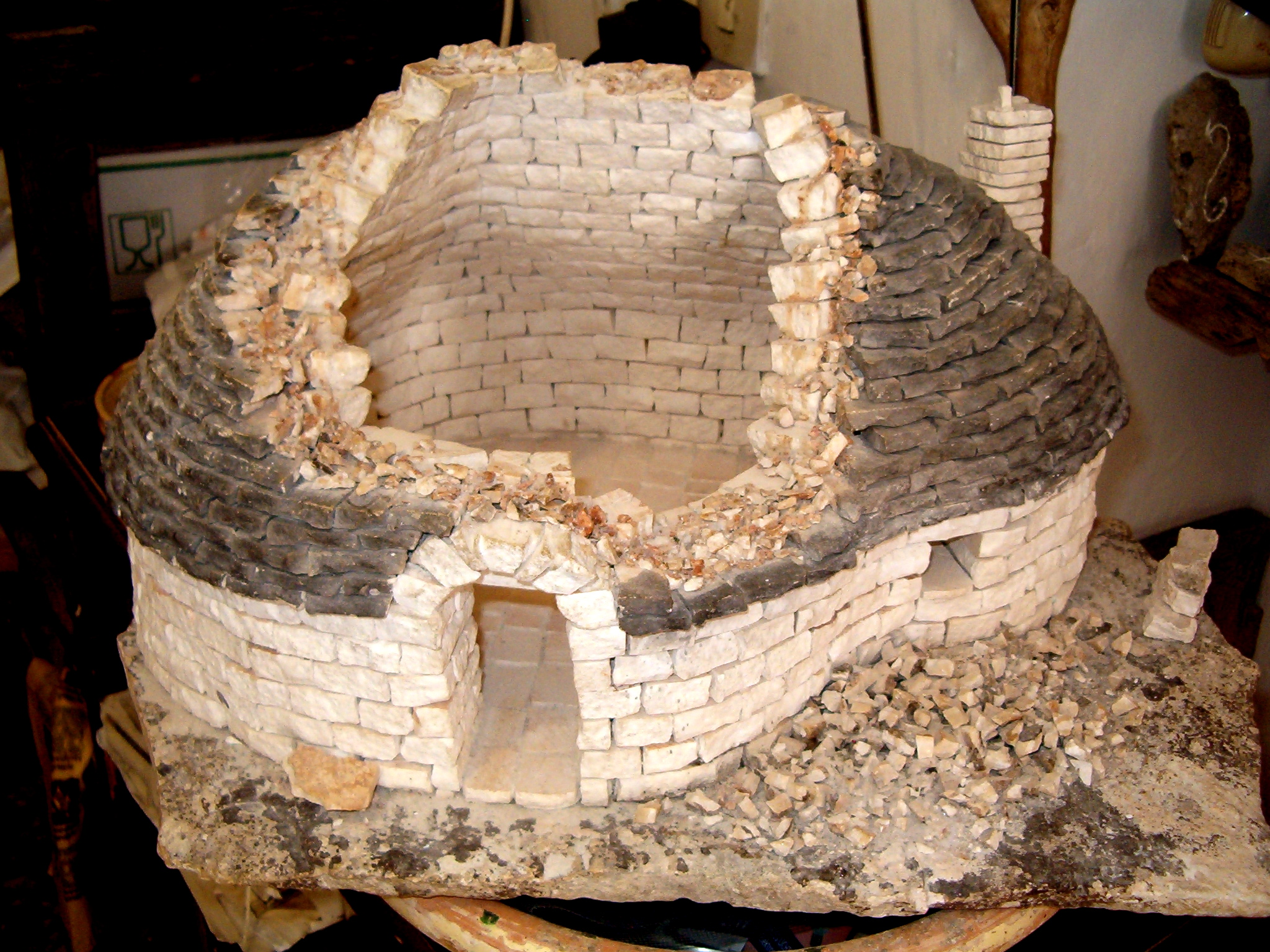
顯示特魯洛典型建造技術的模型。

絕大多數特魯利的每個圓錐形屋頂下都有一個房間，另外在拱形壁龕中有額外的生活空間。孩子會睡在牆上用簾子分隔出來的壁龕裡，與中央房間分開。一個多房間的特魯洛房子則設有許多圓頂，每個圓頂代表一個獨立的房間。
除了外牆，特魯利的內部房間和拱頂內側通常用石灰石灰泥抹灰並粉刷成白色，以防止氣流。作為住房使用的特魯利都有一個帶煙道的壁爐（通常隱藏在磚石中）和一個石製的煙囪（高出屋頂）。 由於設計上的原因，特魯利很難進行保溫處理：這導致建築壁體雖厚，但溫暖的空氣卻上升到內部圓頂。在夏天，特魯利厚重的石牆和圓頂帶來愉悅的涼爽感，但在冬季則較寒冷，使烹飪和呼吸釋放的水分凝結，即使在火爐前也很難感到溫暖。居民通常在白天將門敞開以保持室內乾燥。在用作馬厩的特魯利中，可以看到動物餵食的槽。
由於房屋密集，特魯利除了門口和屋頂圓頂上提供的小孔通風口外幾乎沒有開口。一些特魯利房屋的周邊牆壁被大幅提高，以便隱藏圓頂，使建築物看起來像普通房屋。一些圓頂頂部被截斷，並在其上覆蓋有一個可移動的圓形板，板上有一個圓形的孔。透過屋頂上建造的外部樓梯則能進入孔洞。這些特魯利用於儲存穀物、乾草或稻草。

## 當代
當代，特魯洛經常受到歐洲遊客的歡迎而成為普利亞大區的主要旅遊景點經常被購買和修復供一般使居民用。然而修復特魯洛仍須遵守許多法規，因為特魯洛受到聯合國教科文組織世界遺產法的保護。自21世紀以來，大量圓頂建築房屋已被修復並改建成為民宅或自助度假小屋 1999年，重建一個圓頂建築的屋頂大約需要花費300萬里拉（約1500歐元），到了2009年，成本上升到了15,000歐元。
20世紀末，位於安東內拉·吉多（Antonella Guido）和迪諾·巴爾納巴（Dino Barnaba）的阿爾貝羅貝洛的蒙蒂區開始購買廢棄的特魯洛，該地區大部分為一個荒廢的地區，他們在其中安裝了現代化的小廚房，並以夜間迷你公寓的名義對外承租。在普利亞地區，有些圓頂屋仍然有人居住，大多數已經符合衛生規範；靠近城市的特魯洛通常已經改建為隔壁房屋或別墅的房間，但也因破壞歷史結構而獲得批評。

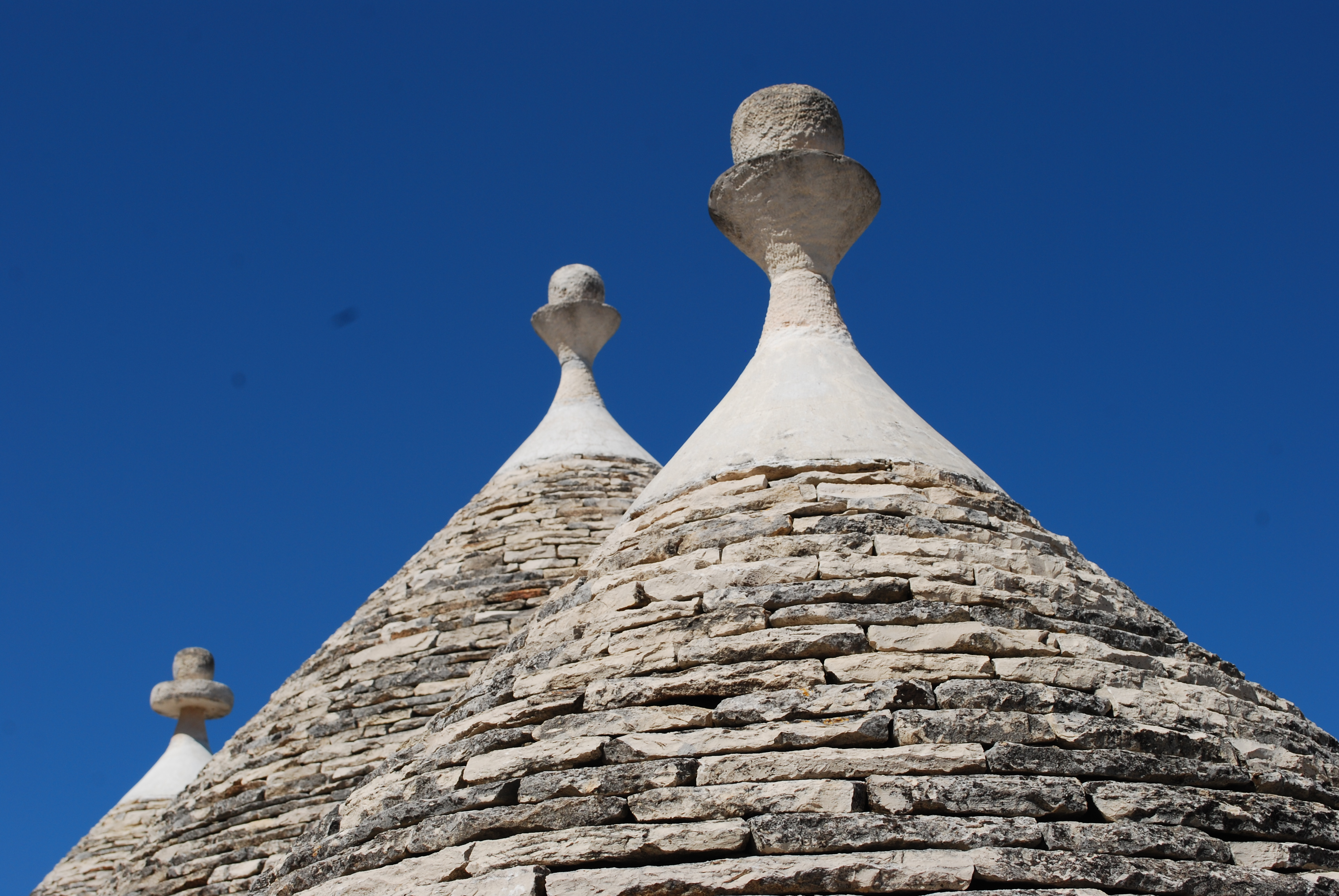
翻新後的特魯洛石塔
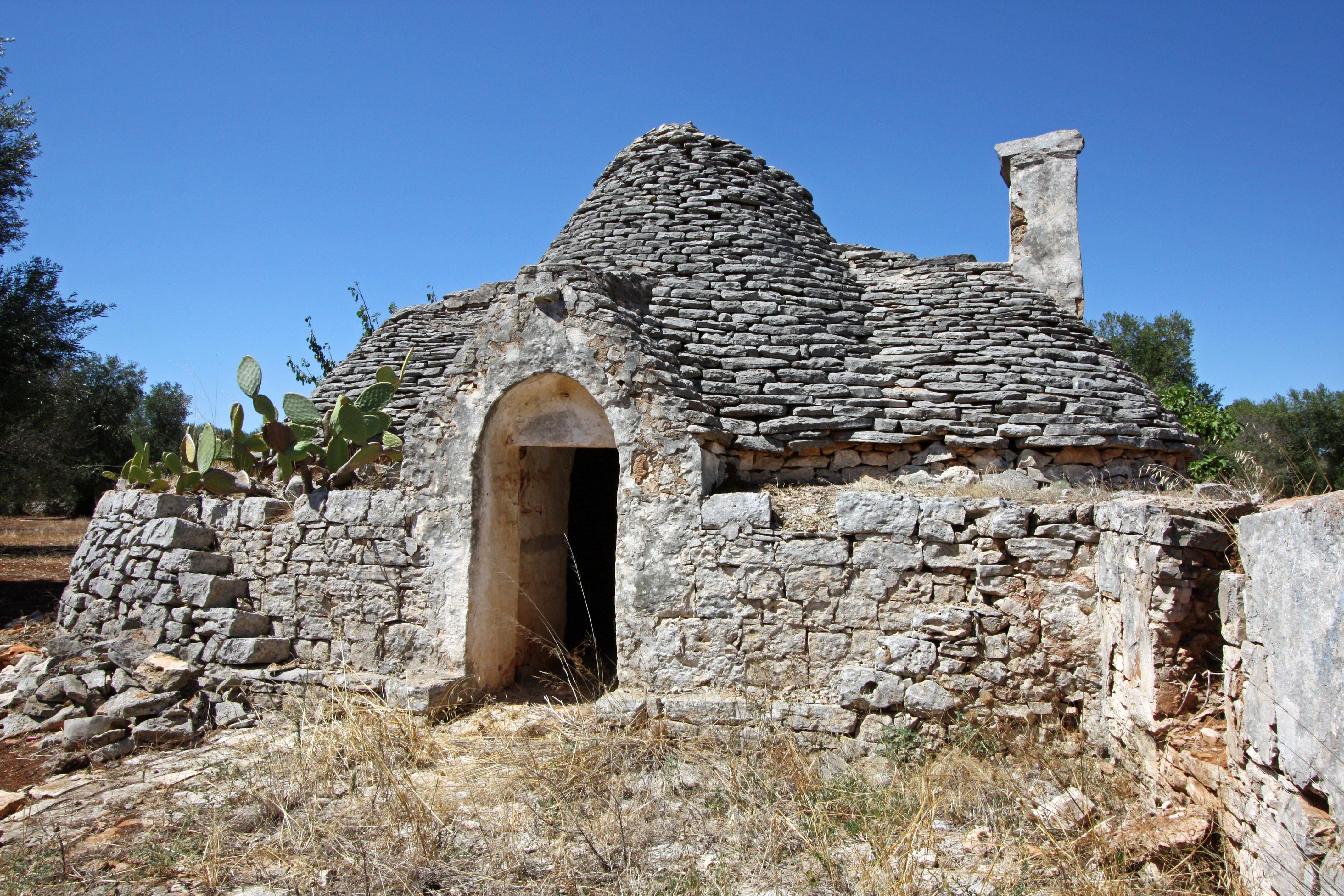
棄置的特魯洛
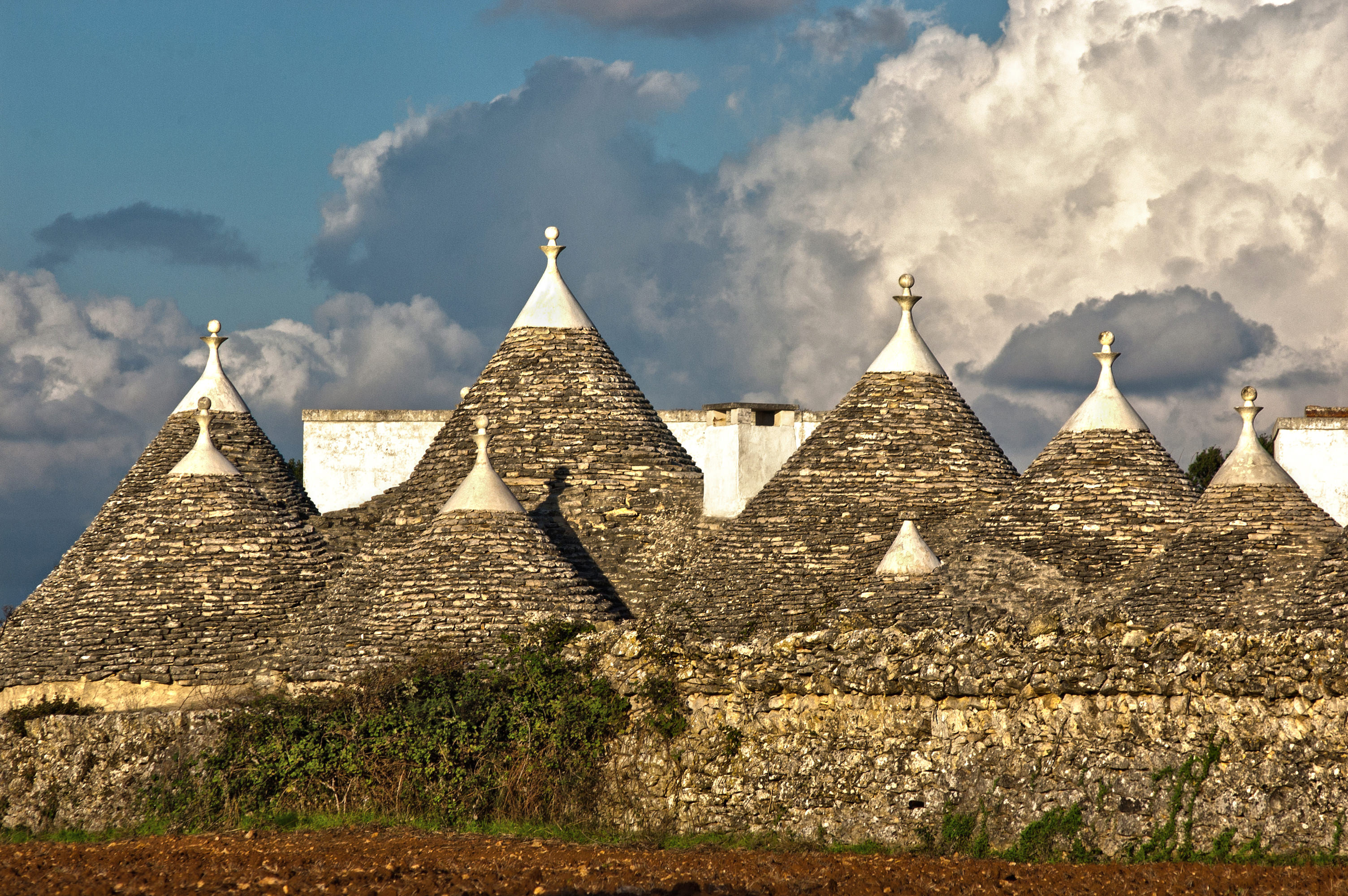
遠望特魯洛
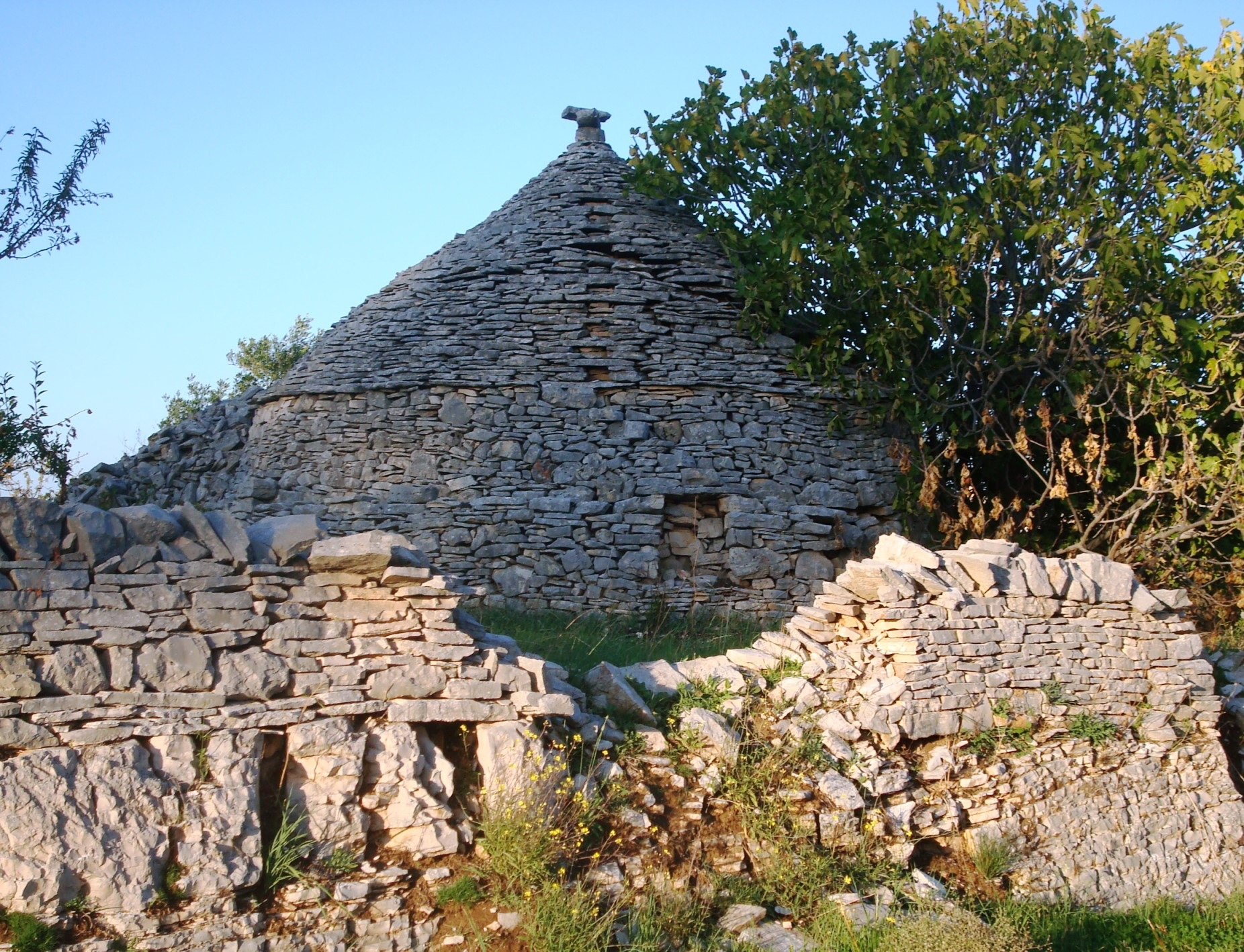
棄置的特魯洛

## 外部連結
- Entry for "The Trulli of Alberobello" on the UNESCO World Heritage Website （页面存档备份，存于）
- The Trulli of Alberobello （页面存档备份，存于） UNESCO Collection on Google Arts and Culture
- The trulli or casedde of Alberobello, province of Bari, Italy, through old postcards and photos, II - Photos of the first half of the 20th century （页面存档备份，存于）
- The Trulli Of Puglia Multimedia Resources （页面存档备份，存于）
- Il trullo （页面存档备份，存于）